# Thalenessa lewisii
Thalenessa lewisii är en ringmaskart som först beskrevs av Miles Joseph Berkeley 1939.  Thalenessa lewisii ingår i släktet Thalenessa och familjen Sigalionidae.
Artens utbredningsområde är Mexikanska golfen. Inga underarter finns listade i Catalogue of Life.